# José Antonio Serrano Martínez
José Antonio Serrano Martínez (Puente Tocinos, 1959) es un médico, profesor y político español, alcalde de Murcia desde el 25 de marzo de 2021 hasta el 17 de junio de 2023, por el Partido Socialista Obrero Español.

## Biografía
Licenciado en Medicina y Cirugía por la Facultad de Medicina de la Universidad de Murcia, doctor en Medicina y Cirugía por la misma universidad. Es profesor colaborador honorario de la facultad de Medicina, médico Especialista en Medicina Familiar y Comunitaria y médico de Medicina del Deporte por la Consejería de Cultura y Educación para la planificación de instalaciones deportivas. 
Es tutor hospitalario de Médicos Residentes de Medicina Familiar y Comunitaria en el Hospital Morales Meseguer de la ciudad de Murcia, y Jefe de Servicio de Urgencias en el mismo centro.
En las elecciones municipales de 2019 fue designado cabeza de lista por el PSOE a la alcaldía de Murcia, obteniendo su candidatura el 28,91% de los votos y 9 concejales, tres más que en la anterior convocatoria. Gracias a una moción de censura contra José Ballesta, apoyada por Ciudadanos-Partido de la Ciudadanía y Podemos, se hizo con la alcaldía de Murcia el 25 de marzo de 2021.